# Ile procent duszy?
Ile procent duszy? – album grupy Dezerter wydany w 1994 roku, nakładem wydawnictwa Polton.
Album nagrano w czerwcu 1994 roku w Studio Manta i Izabelin Studio. Realizacja nagrań i mastering: Grzegorz Piwkowski. Teksty Krzysztof Grabowski, muzyka Robert Matera. Utwór "Być rządzonym" powstał na podstawie tekstu J. P. Proudhona, a "Dezerter" na podstawie tekstu B. Viana. "Facet" powstał z inspiracji "Big Man, BIG M.A.N." Crass. Tłumaczenie angielskie tekstów piosenek Tymon Tymański. Płyta jest poświęcona pamięci Darka “Staśka” Stewuli, przyjaciela zespołu.

## Utwory
1. "Nasze małe wojny" – 1:35
2. "Być rządzonym" – 4:26
3. "Choroba" – 3:41
4. "Facet" – 2:10
5. "Ostatnia chwila" – 4:27
6. "Ostatni dub" – 4:08
7. "Najprościej jest nie myśleć" – 3:02
8. "Uderz w politykę" – 3:26
9. "Dezerter" – 5:03
10. "Co wtedy robisz?" – 4:27
11. "Ile procent duszy?" – 2:35
12. "Brzydkie słowa" – 3:24
13. "Jeśli chcesz zmieniać świat" – 4:01
14. "Zmiany" – 5:31
15. "XXI wiek" – 1:18
16. "Postęp" – 4:14
17. "Nie ma zagrożenia" – 2:23

## Skład
- Robert Matera – śpiew, gitara, bas
- Krzysztof Grabowski – perkusja

oraz
- Mix i mastering – Grzegorz Piwkowski
- Dominika „Nika” Domczyk – wokal w utworze „Facet”